# Christian Death
Christian Death est un groupe américain de death rock, originaire de Los Angeles, en Californie. Il est formé en 1979 par le chanteur, poète, écrivain, réalisateur et compositeur Rozz Williams.

## Historique

### Période Rozz Williams (1979–1985)

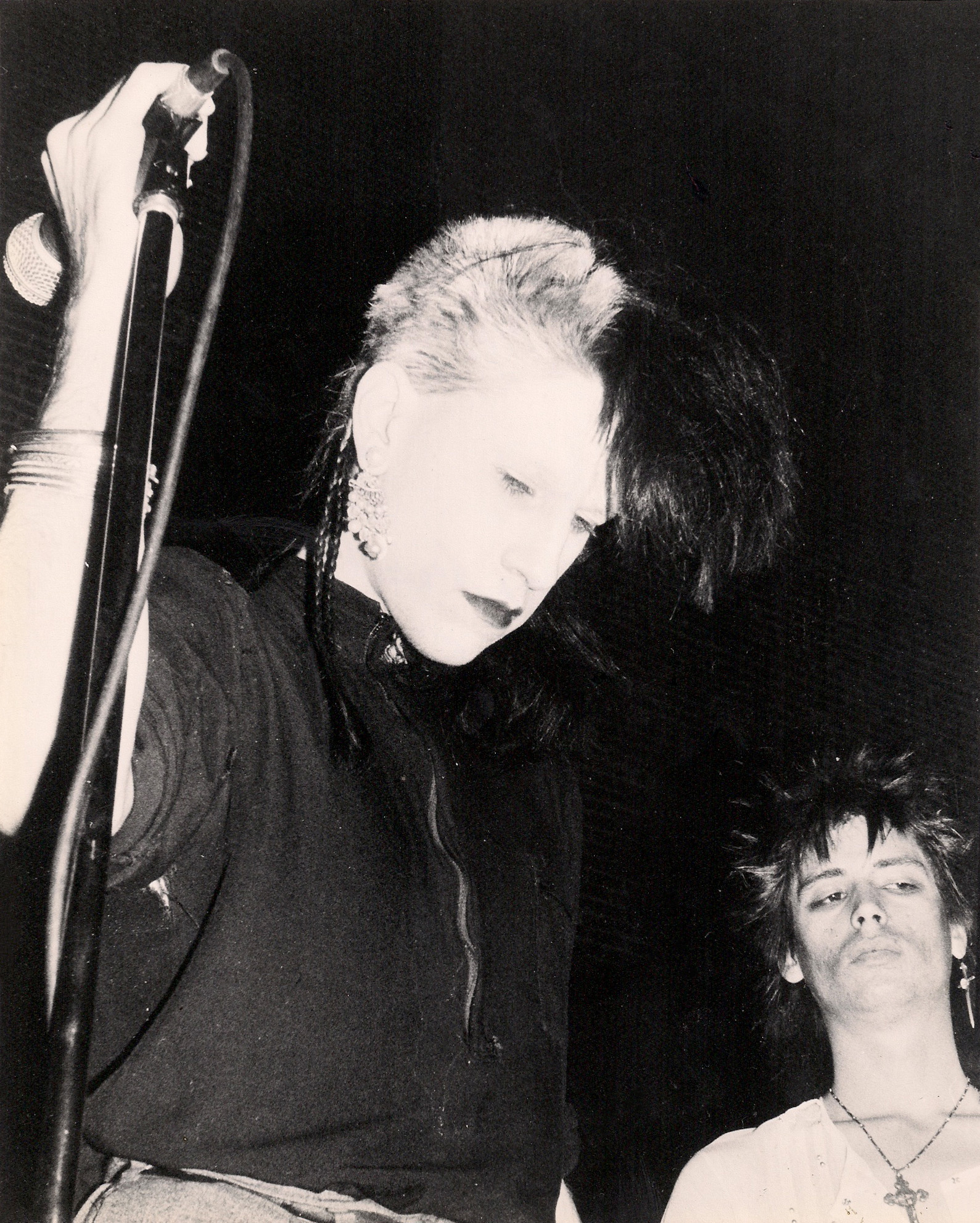
Rozz Williams sur scène en 1983.

Christian Death est formé en octobre 1979 à Los Angeles, en Californie,. Cette première formation comporte Rozz Williams (chant), Rick Agnew (guitare), James Mc Gearty (basse), et George Belanger (batterie), aidés par une certaine Eva O. - qui fait quelques chœurs sur Cavity - et Franck, le frère du guitariste.
Leur premier album studio, intitulé Only Theatre of Pain, est publié en 1982. Bien que peu connu en France, le groupe y connait son heure de gloire grâce au label français L'Invitation au Suicide, créé par Yann Farcy, qui choisit de resortir des éditions deluxe de l'album Only Theatre of Pain, et de l'EP Deathwish publié en 1984, le tout agrémenté de textes et de photos, à l'instar de ce que l'I.A.S. avait fait pour l'album-concept Heresie des Virgin Prunes. Tension, énergie sombre, douleur et poésie romantique sont autant de traits marquants du mouvement gothique américain naissant. Il comprend, entre autres chansons marquées par le courant post-punk californien, le tube Romeo's Distress. De ce courant, d'autres groupes émergeront comme 45 Grave, The Adolescents, Superheroines (avec Eva O.), et Pompei 99.
À la fin 1983, Yann Farcy commande à Rozz Williams un nouvel album de Christian Death ; ce sera Catastrophe Ballet, en hommage à André Breton. 
Cependant, le Christian Death originel se sépare, notamment à cause de problèmes de drogues. Le groupe Pompei 99 (composé de Valor Kand, Gitane Demone et David Glass), qui a partagé l'affiche avec Christian Death plusieurs fois, se propose de continuer l'aventure, même si Rozz aurait préféré qu'ils prennent le nom Daucus Karota. Mais c'est sans compter sur Farcy et surtout Valor, qui tiennent au concept de Christian Death. Le résultat de cette collaboration est moins tendue que le premier opus, et gagne en atmosphère ce qu'il perd en énergie brute. Catastrophe Ballet, enregistré en Écosse, est un jalon dans la discographie de Christian Death, Valor mettant son talent d'arrangeur au service d'idées parfois anciennes (Sleepwalk sur l'album et une version de Mysterium Iniquitatis sous le nom de Theatre of Pain lors des concerts) et dans des morceaux comme The Blue Hour. La voix et les claviers de Gitane Demone contribuent beaucoup à étoffer le son du groupe.
Ashes sort en janvier 1985. Encore plus sombre et varié, cet album marque l'apogée du duo Rozz/Valor. Il fait participer Sevan Kand, l'enfant de Gitane et Valor, qui y pousse la chansonnette dans une pure tradition du cri d'enfant enregistré, inaugurée par Bob Ezrin sur l'album Berlin de Lou Reed. Le morceau qui inaugure l'album Ashes est une lente montée en puissance, commençant par quelques notes de piano dissonantes, pour finir en totale furie cacophonique, le puissant chant de Rozz décrivant dans ses paroles ce mélange de romantisme et de douleur de manière encore plus convaincante que dans les deux premiers 33 tours,.
Les instrumentations de Valor évoquent la musique médiévale (tambours de guerre, violons, violoncelles) et jamais par la suite Christian Death n'arrivera à atteindre une telle puissance évocatrice. On devine, sans qu'ils soient nommés de manière explicite, les écrits de Lovecraft (The Luxury of tears fait penser à Je suis d'ailleurs), Edgar Poe ou encore Oscar Wilde derrière les thèmes développés ici. Un titre comme Lament, très marqué par le cabaret d'entre deux guerres, fait la part belle aux deux vocalistes, Rozz et Gitane, qui sortiront d'ailleurs, bien plus tard, un album en duo (Dream Home Heartache en 1995), plus marqué par le cabaret et le spoken word que par le rock gothique. When I Was Bed est un tube potentiel et c'est ce genre de titre qui décidera Rozz à quitter le groupe, considérant que la tournure que prend Christian Death est à l'opposé de sa quête artistique personnelle. Le génial Off the Wound, une comptine complètement dérangée clôt l'album entre les vocalises suraigües de Gitane, des violons grinçants et la voix du chanteur qui semble être celle d'un vieillard dément. Ce dernier morceau donne clairement la direction que prendra désormais Williams sous le nom de Premature Ejaculation, un projet conceptuel qui puise son inspiration dans les expérimentations apocalyptiques de Throbbing Gristle. Rozz retourne toutefois en studio la même année avec Eric Westfall, leur producteur, pour enregistrer deux titres qui n'auraient pas dépareillé sur l'album Ashes : Spectre, ainsi que Love is Dead.

### Période Valor Kand (1985–1990)

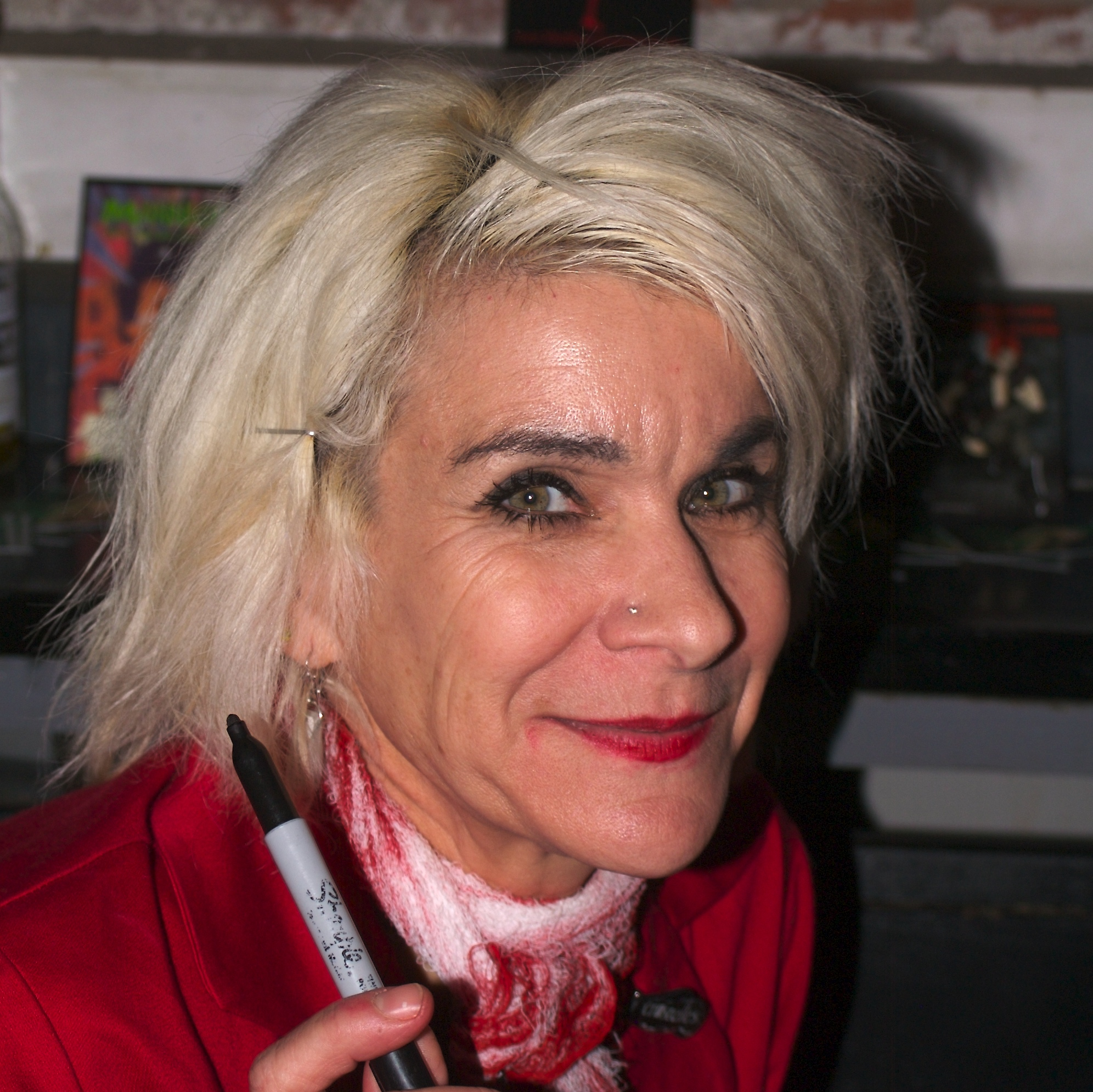
Gitane Demone, en 2007.

Après le départ de Rozz en juin 1985, Le guitariste Valor Kand reprend à son compte le nom et la destinée du combo et sort plusieurs titres rassemblés sur The Wind Kissed Pictures. Cette collection de simples souffre cruellement d'une mauvaise production et de l'absence de Rozz, cela malgré Barry Galvin, recruté peu de temps avant le départ du membre fondateur du Christian Death originel. Barry Galvin (Bari-Bari), futur membre de Mephisto Walz et des Scarlets Remains, ne sera pas crédité pour certaines de ses compositions du premier album du « nouveau » Christian Death.
Sorti en 1986, l'album Atrocities marquera les esprits. La couverture représente une opération à cœur ouvert, avec lumière blafarde du bloc opératoire sur fond noir. Le style vigoureusement pompier de Valor n'a pas encore totalement étouffé la créativité du groupe, et on retrouve même ici un esprit très proche de Ashes : Ventriloquist est le seul et unique morceau dans lequel le nouveau meneur chante sans modération. Une ambiance décadente et noire qui n'est pas pour déplaire au public habitué des précédents opus. Les fans qui n'ont pas suivi le Christian Death de Valor avouent tout de même qu'Atrocities n'est pas un disque déplaisant[réf. nécessaire]. Gitane s'épanouit au chant dans une reprise du Gloomy Sunday de Billie Holiday. La cohésion et la qualité de l'album n'empêcheront pas Bari-Bari et le bassiste Johann Schumann de quitter le groupe pour fonder Mephisto Walz, un projet gardant la continuité de l'esprit gothique et romantique initié par le Christian Death originel.
L'album The Scriptures suit en 1987 avec le single Sick of Love et quelques titres pop qui l'accompagnent comme Vanity, Four Horsemen et 1983 (une réinterprétation de Jimi Hendrix). Le reste de l'album, très marqué par la spiritualité - un des chevaux de bataille de Valor avec le sexe et l'apocalypse - continue dans un délire totalement conceptuel, à partir d'écrits bibliques en tout genre, notamment des témoins de Jéhovah... à la sauce Valor. En effet le Livre des révélations est le nom donné par cette secte à l'Apocalypse de Jean. Les obsessions de Kand pour Nostradamus le poursuivront jusqu'au 1er janvier 2000, date à laquelle le monde était censé disparaître dans les flammes. Valor passera pour le Paco Rabanne du rock gothique. Sont recrutés James Beam et Kota pour succéder respectivement à Barry Galvin et Johann Schumann, ce qui n'empêchera pas par la suite au groupe de tomber dans la vulgarité et le mauvais goût. À noter Golden Age qui se caractérise par son piano et ses chœurs, chantés par Gitane.
Sex and Drugs and Jesus Christ, en 1988, commence à se perdre dans les provocations faciles et les lourds riffs de guitare tout droit venus de la planète hard-rock... Cela dit, pour son ultime participation à un album de Christian Death, Gitane Démone donne le meilleur d'elle-même dans le sarcastique Jesus, if you love me, Where's the Sugar? et dans le lyrique Incendiary Lover. Wretched Mankind n'est pas désagréable non plus, même si les thèmes abordés par Valor tournent un peu en rond.
Quelques maxis sortent, même si, comme à l'image de Church of no Return, le leader se crédite un peu pour tout et n'importe quoi, ses qualités de musiciens lui permettant ce tour de force, qu'il renouvellera dans les deux opus à suivre. Zero Sex et This is Blasphemy ne font que confirmer la nouvelle tournure metal que prend le groupe. Après un live moyen, The Heretics Alive, Gitane met la clé sous la porte à la ville comme à la scène, s'estimant lésée et avouant être restée dans le groupe pour des raisons extra-musicales (leur fils, notamment).
En 1989, Valor n'a besoin que d'un guitariste, Nick the Bastard, pour le seconder dans un double-album, All the Love  - All the Hate. Ce dernier n'atteint pas les attentes (produit par l'ingénieur et batteur écossais Ian Thomson), c'est-à-dire que All the Hate souffre des mêmes défauts que les EP de 1986, à savoir une production assez années 1980 qui ne met pas en valeur les compositions. Pour ce qui est de All the Love, le disque comporte des titres notables comme We Fall Like Love. Concernant All the Hate, il s'éloigne parfois complètement du rock gothique et tend vers la pop ou le gospel, et comprend une autre reprise de Jimi Hendrix, Angel, ce qui prouve l'étendue de la culture musicale du leader de Christian Death en 1989. Ce dernier avouera par la suite ne pas avoir eu le temps de produire correctement le jumeau de All the Love, cela expliquant peut-être cela[réf. nécessaire]. À noter tout de même le caustique I Hate You, chanté par un Sevan Kand un peu plus grand que sur Ashes, qui se défoule sur fond de heavy metal en jurant et en criant tout ce qui lui passe par la tête. À tel point que la version américaine du single est inaudible tellement elle comporte de bips (censure)[réf. nécessaire]. À la fin 1989, Christian Death entreprend une longue tournée européenne avec le bassiste P.J. Phillips (auparavant avec Nina Hagen) et le batteur franco-néerlandais Jean-Victor de Boer (ancien élève - année 84-85 - du Musicians Institute à Hollywood), qui injectent une mouvance plus rock/funk et débridée à la musique. Un concert est fameusement donné au New Morning bondé, le chanteur brandissant une paire de béquilles, s'étant cassé la cheville lors du concert précédent.
Valor conclut les années 1980 avec la sortie de Insanus, Ultio, Proditio, Misericordiaque, une compilation dans laquelle figure des démos retravaillées et qui avaient été abandonnées par Christian Death entre 1985 et 1989, dont un morceau avec Rozz Williams, Infans Vexatio, aussi connu sous le titre Lullaby.  Venenum retient aussi l'attention, avec la présence de Gitane à la voix, David Glass et Bari-Bari ainsi que d'autres titres un peu pop, à l'esprit plus ou moins gothique. Mors Voluntaria comporte un sample de la version studio de A Saucerful of Secrets de Pink Floyd, de manière à peine perceptible, ce qui donne à ce morceau une dimension hypnotique. Valor crédite par ailleurs un orchestre symphonique[réf. nécessaire].

### Rozz après Christian Death (1985–1998)
Rozz, de son côté, bien qu'occupé avec son nouveau groupe Shadow Project, reforme une mouture de Christian Death à la fin 1989 avec deux des membres originaux. Valor, ne souhaitant pas en rester là, l'attaque en justice et obtient du groupe de Rozz qu'il se rebaptise Christian Death featuring Rozz Williams, pendant que son propre groupe tourne sous le nom de Christian Death TM, une situation burlesque qui n'est pas sans rappeler le groupe Yes et les scrupules artistiques qui poussent les uns et les autres à utiliser une franchise pour valider leur démarche artistique, Rozz ayant laissé ses compagnons en 1985 et Valor ayant quelque peu dénaturé le cahier des charges death rock originel du concept, sans parler du fait qu'il revendique encore la paternité et le nom d'un groupe dont il n'est pas lui-même un membre fondateur. De cette reformation opportuniste de Christian Death par Rozz surnagent tout de même quelques titres, tels les albums The Rage of Angels et The Path of Sorrows, ainsi que des titres épars tels Skeleton Kiss. Un dernier concert des Christian Death originels est donné en juin 1993.
Shadow Project est l'occasion pour Rozz Williams et Eva O. de revenir à un son rock brut, parfois plus sombre que Christian Death, et intègre en plus des technologies modernes telles le sampling grâce au claviériste Paris, celui-là même que l'on voit en pleine action sur la pochette de la compilation The Whip. Johann Schumann et David Glass feront partie d'une première mouture de Shadow Project. Rozz Williams est aussi très actif avec ses autres différents projets (Daucus Karota, EXP, Premature Ejaculation), et sous son propre nom dans des albums spoken word introspectifs : spirale cauchemardesque de l'héroïne et de l'auto-analyse, les textes de Rozz se font de plus en plus pointus et acérés. En 1998, Rozz Williams se donne la mort, ne laissant aucune explication sur son geste.

### Dernières activités (depuis 1999)

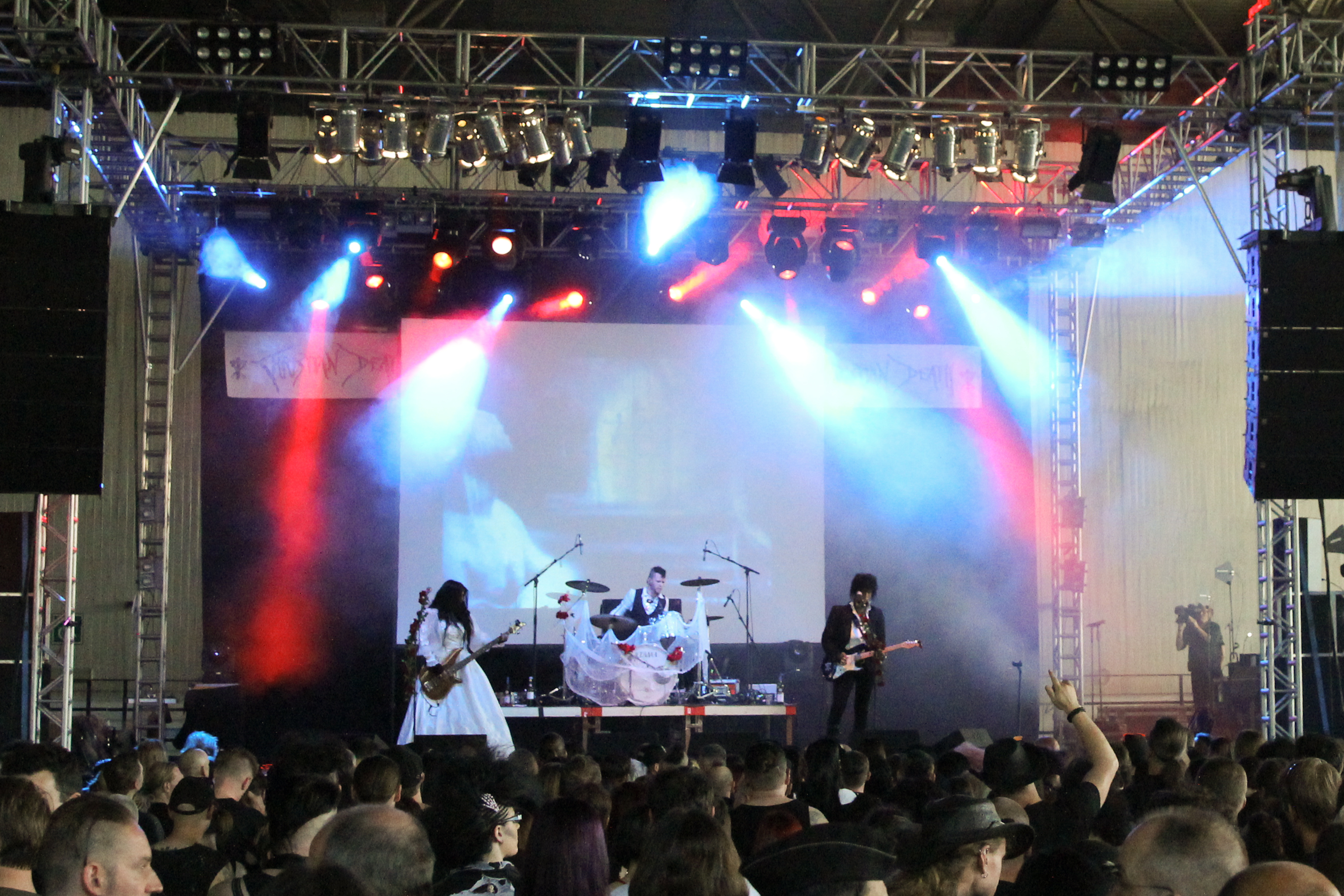
Christian Death en 2014.

Depuis sa rencontre au début des années 1990 avec la bassiste et chanteuse Maitri, le désormais Christian Death de Valor n'avait plus fait plus appel qu'à des membres additionnels, écumant les scènes rock et metal. Sexy Death God daté de 1994 comporte de bons moments, tels Temple of desire, Heresy Act Two, ou Drilling the Hole, même si le côté metal domine, tout comme dans l'album suivant Prophecies. Valor sort en 1998 Pornographic Messiah, dédié à la mémoire de Rozz Williams (ce qui n'a pas manqué de faire réagir les proches de Rozz, tels Williams Faith). L'album renoue avec un esprit un peu plus gothique, avec des titres comme Millenium Unwind, et la reprise du Sex Dwarf de Soft Cell qui avait fait son petit effet quand le groupe Synth-pop l'avait assortie d'une vidéo croustillante. Christian Death s'en sort bien dans cet exercice de style, même s'ils s'adjoignent les services de membres du groupe black metal Cradle of Filth, et qu'ils reprennent un titre des Tétines Noires, Washing Machine.
En 2001 sortent Born Again Anti-Christian, puis le projet de Maitri, Lover of Sin, dans une veine metal. En 2006, les membres originels, de l'époque de Only Theatre of Pain, ainsi que Eva. O en tant que chanteuse, reforment le groupe. il s'agirait à l'origine d'une volonté de réagir face au détournement du concept original par Valor. Le groupe nouvellement (re)créé est composé de Rikk Agnew (guitare), James McGearty (basse), Christian Omar Madrigal Izzo (batterie), Eva O (chant), Jaime Pina (guitare) ainsi que Le Rue Delashay (synthétiseur). Le groupe prendra tout d'abord le nom de Christian Death 1334 (en référence à la chanson de Rozz Williams), puis simplement CD 1334 pour des raisons de respect de droits de propriété intellectuelle, l'appellation étant réservée au groupe de Valor. Son concept est de reprendre l'intégralité de l'album Only Theatre of Pain, plus la chanson Sleepwalk de l'album Catastrophe Ballet. Le groupe s'adresse plutôt à un public de nostalgique, plus proches de la scène death rock que metal. Après une tournée en Europe en 2007, James McGearty quittera le groupe.

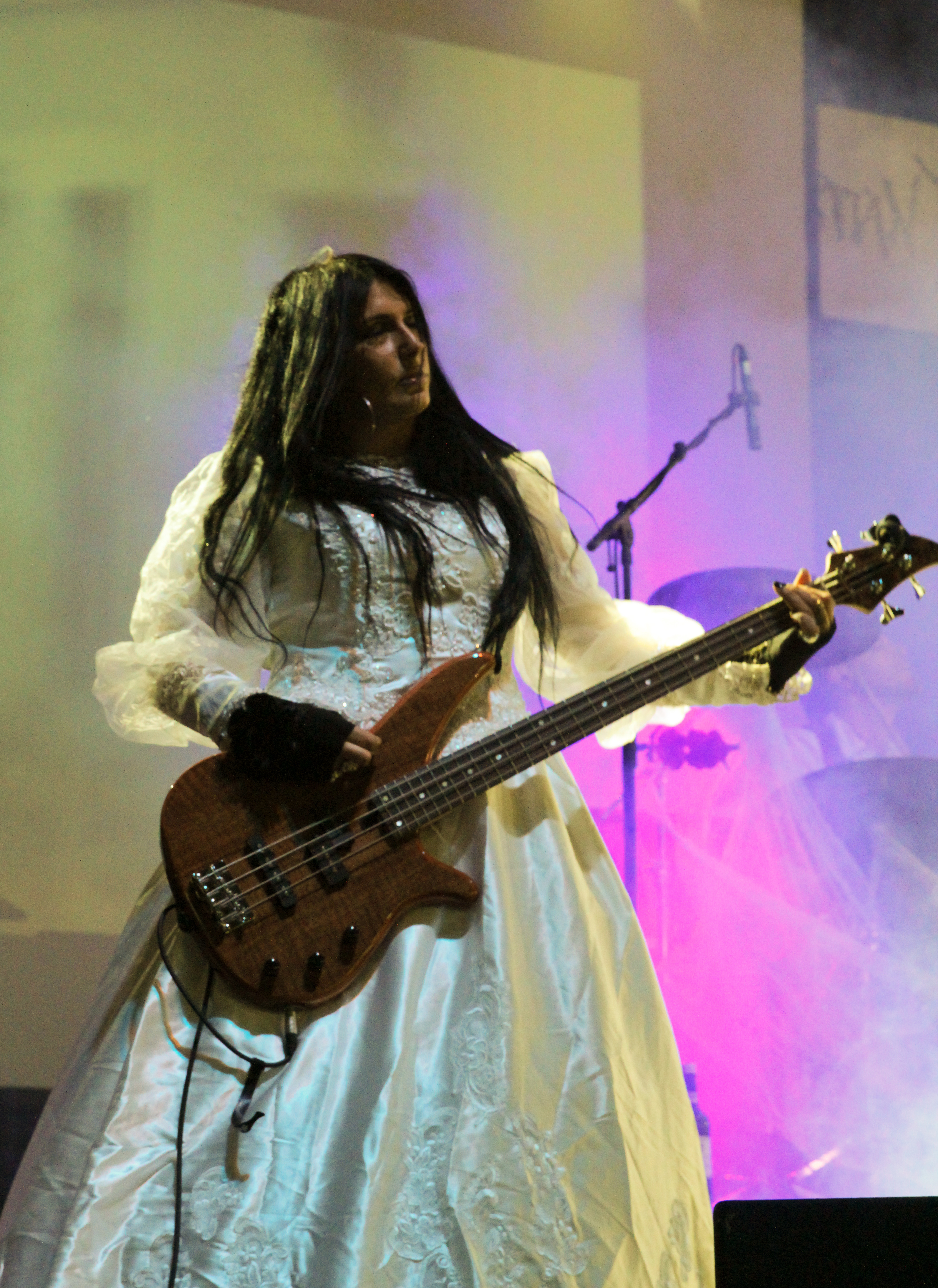
Christian Death en 2014.

En 2007, après un long silence, Valor réanime Christian Death avec American Inquisition, un album très noir et glauque, voire carrément dérangeant. En 2008, les deux groupes participeront au fameux festival allemand Wave-Gotik-Treffen. La reprise d'une chanson issue de l'album Only Theatre of Pain par Valor, sera l'occasion d'une dispute entre Eva O. et ce dernier, en plein concert. Valor sera jeté de la scène par un des membres du public, sans doute plus favorable à CD 1334 qu'au nouveau Christian Death. En septembre 2009, Season of Mist annonce la réédition de Ashes - The Luxury of Tears pour le 21 septembre en Europe, et le 6 octobre en Amérique du Nord.
En 2014, le groupe effectue la tournée spéciale 30e anniversaire, Catastrophe Ballet. En janvier 2015, Christian Death annonce la sortie d'un nouvel album, The Root of All Evilution. L'album est publié sur Internet le 14 août 2015, chez Knife Fight Media, et en format vinyle le 16 octobre 2015 chez Season of Mist,. Le format CD est publié le 18 décembre 2015 chez The End Records.

## Discographie

### Années 1980
- 1982 : Only Theatre of Pain
- 1984 : Catastrophe Ballet
- 1985 : Ashes
- 1985 : The Wind Kissed Pictures
- 1986 : Atrocities
- 1987 : The Scriptures
- 1988 : Sex and Drugs and Jesus Christ
- 1989 : All the Love All the Hate (Part One: All the Love)
- 1989 : All the Love All the Hate (Part Two: All the Hate)

### Années 1990
- 1990 : Insanus, Ultio, Proditio, Misericordiaque
- 1992 : The Iron Mask
- 1993 : The Path of Sorrows
- 1994 : The Rage of Angels
- 1994 : Sexy Death God
- 1996 : Prophecies
- 1998 : Pornographic Messiah

### Années 2000
- 2000 : Born Again Anti Christian
- 2007 : American Inquisition

### Années 2010 - 2020
- 2015 : The Root of All Evilution
- 2022 : Evil Becomes Rule